# Войчех Тодоров
Войчех Яцек Тодоров е български оператор от полски произход.

## Биография
Роден е в град Лодз, Полша на 24 септември 1962 г. Учи няколко семестъра операторско майсторство във ВИТИЗ „Кръстьо Сарафов“. През 1987 г. завършва Висшата филмова академия в Лодз. На следващата година специализира комбинирани снимки в Лондон. Войчех Тодоров е син на друг български оператор – Яцек Тодоров.

## Телевизионен театър
Като отговорен оператор
- „Големанов“ (по Ст. Л. Костов, сц. и реж. Иван Ничев, 1995)

## Кратка филмография
- Изпити по никое време (1974), 2 новели – Димитър Пенчев /Митко/ в (2-ра: „Концерт за цигулка“)
- Войната на таралежите (1978), 5 серии – синът на Симеонов
- Екзитус (1989)
- Мълчанието (1991)
- Забраненият плод (1994)
- Вагнер (1998)